# L'últim àpat
L'últim àpat d'un presoner condemnat a pena de mort és un ritual consuetudinari que precedeix l'execució. A molts països, el presoner pot, raonablement, seleccionar què serà el seu últim àpat.

## Restriccions contemporànies
Als Estats Units, la majoria d'estats donen l'àpat un dia o dos abans de l'execució i s'usa l'eufemisme "àpat especial". L'alcohol o el tabac estan habitualment prohibits. Les peticions no ortodoxes o inútils són reemplaçades amb substituts. Alguns estats imposen restriccions molt severes. A Florida, el menjar per l'últim àpat ha de ser adquirit localment i el cost és limitat a 40 dòlars. A Oklahoma, el cost és limitat a 15 dòlars. A Luisiana, el guàrdia de la presó tradicionalment participa també amb el presoner condemnat en l'últim àpat. En alguna ocasió, un guàrdia ha arribat a pagar una llagosta pel sopar de l'últim àpat.
A vegades, un presoner comparteix l'últim àpat amb un altre intern (com Francis Crowley va fer amb John Resko) o decideix distribuir l'àpat amb altres interns (com per exemple va demanar Raymond Fernandez).
El setembre 2011, l'estat de Texas va abolir totes les últimes peticions d'àpat especials després que el presoner condemnat Lawrence Russell Brewer demanés un últim àpat enorme i no va menjar res del que havia demanat, dient que no estava afamat. L'àpat consistia en dos "filets de pollastre fregits" amb salsa i ceba a rodanxes; una hamburguesa triple de formatge amb acompanyament; una truita de formatge amb carn picada de vedella, tomàquets, cebes, pebrots, i jalapeños; un bol de fregit d'okra amb quètxup; una lliura de carn a la barbacoa amb mitja llesca de pa blanc; tres fajitas molt carregades; una pizza coberta amb pepperoni, pernil, vedella, cansalada, i salsitxa; una pinta de gelat de Blue Bell; una presa de mantega de cacauet amb cacauets triturats per damunt; i tres cerveses de rel. Així l'abolició es produí a partir d'una queixa del senador de Texas John Whitmire (polític demòcrata de Houston), qui va denunciar l'àpat com a "inadequat". Acabant així amb la tradició dels últims àpats personalitzats als presos, que datava de voltant el 1924 a Texas.

## Peticions d'últims àpats documentades
Aquesta llista representa els àpats demanats però no, en tots els casos, representa el que el presoner finalment va rebre.

### Europa
| Nom            | Crim                        | País     | Curs | Mètode d'execució          | Menjar sol·licitat |
| -------------- | --------------------------- | -------- | ---- | -------------------------- | --- |
| Charles Peace  | Assasí en sèrie             | UK       | 1879 | Penjat                     | Un esmorzar format per ous i una gran quantitat de cansalada salada. |
| Fritz Haarmann | Assasí en sèrie             | Alemanya | 1925 | Decapitació per guillotina | Un cigar car i una tassa de cafè brasiler. |
| Peter Kürten   | Assassí en sèrie / Violador | Alemanya | 1931 | Decapitació per guillotina | Wiener schnitzel, patates fregides i una ampolla de vi blanc. Va demanar una segona ajuda i la va rebre.                                                                        |
| Roger Casement | Traïció                     | UK       | 1916 | Penjat                     | Pa sacramental. Es va convertir al catolicisme abans de la seva execució i va declarar que tenia intenció d'anar "a la meva mort amb el cos del meu Déu com el meu últim àpat". |

### Àsia
| Nom                            | Crim                                                    | País                           | Curs | Mètode d'execució                     | Menjar sol·licitat |
| ------------------------------ | ------------------------------------------------------- | ------------------------------ | ---- | ------------------------------------- | --- |
| Adolf Eichmann                 | Autor de l'Holocaust                                    | (Nacionalitat alemanya) Israel | 1962 | Penjat                                | Va declinar un àpat especial, en el seu lloc de demanar una ampolla de vi negre de Carmel amb el menjar de presó habitual de formatge, pa, olives i te. Va beure aproximadament la meitat de l'ampolla.                                              |
| Andrew Chan i Myuran Sukumaran | Els dirigents australians de l'organització Bali Nine   | Indonèsia                      | 2015 | Afusellament                          | KFC. Tot i que Indonèsia no acceptava normalment les últimes sol·licituds de menjars, Sukumaran i Chan van rebre el menjar de KFC demanat a través de funcionaris.                                                                                   |
| Leo Echegaray                  | Violació de la seva fillastra de deu anys               | Filipines                      | 1999 | Injecció letal                        | Va demanar un darrer àpat de sardines i peix sec. Quan es va anunciar l'aplaçament, va compartir el menjar amb familiars que s'havien reunit a la presó. La seva execució però acabaria tenint lloc el 5 de febrer de 1999.                          |
| Mona Fandey                    | Assassí                                                 | Malàisia                       | 2001 | Penjat a la presó de Kajang           | Declinà un darrer àpat; a canvi, va rebre un sopar de KFC. |
| Saddam Hussein                 | Delictes contra la humanitat                            | Iraq                           | 2006 | Penjat                                | The Times afirmà que "va rebutjar les ofertes de cigarrets i un darrer menjar de xuarma amb arròs i pollastre". Altres fonts declararen que Hussein va menjar el seu últim àpat de pollastre i arròs i va prendre una tassa d'aigua calenta amb mel. |
| Ajmal Kasab                    | Terrorista implicat en els atemptats de Bombai del 2008 | Índia                          | 2012 | Penjat a la presó de Yerawada de Pune | Declinà un darrer àpat; va menjar un tomàquet i se li va donar menjar regular de la presó. |
| John Martin Scripps            | Assasí en sèrie                                         | Singapur                       | 1996 | Penjat                                | Una pizza i una tassa de xocolata calenta. |
| Cheng Chieh                    | Terrorista implicat en l'atac del metro de Taipei 2014  | Taiwan                         | 2016 | Arma de tir                           | Bento, que consistia en carn de porc guisada, arròs i verdures. |

### Canadà
| Nom           | Crim    | Província | Curs | Mètode d'execució | Menjar sol·licitat                 |
| ------------- | ------- | --------- | ---- | ----------------- | ---------------------------------- |
| Arthur Lucas  | Assassí | Ontario   | 1962 | Penjat            | Filet, patates, verdures i pastís. |
| Ronald Turpin | Assassí | Ontario   | 1962 | Penjat            | Filet, patates, verdures i pastís. |

### Estats Units
| Nom                           | Delicte                                                                 | Estatal             | Any  | Mètode de Despatx | Àpat demanat |
| ----------------------------- | ----------------------------------------------------------------------- | ------------------- | ---- | --- | --- |
| Adam Kelly Ward               | Assassí                                                                 | Texas               | 2016 | Injecció letal | Tacos de vedella adobada, arròs espanyol, salsa, vegetals variats, blat de moro, mongetes refregides, i tortillas de farina una elecció d'aigua, te o ponx per beure. |
| Aileen Wuornos                | Assassí en sèrie                                                        | Florida             | 2002 | Injecció letal | Declinà un àpat especial, però va tenir una hamburguesa i una ració de del menjar de la presó. Més tard, va beure una copa de cafè. |
| Allen Lee Davis               | Assassí                                                                 | Florida             | 1999 | Electrocució | Una cua de llamàntol "Tiny" Davis de 350 lliures, patates fregides, mig quilo de gambes fregides, sis unces de cloïsses fregides, mitja pasta de pa d'all i 32 unces de cervesa d'arrel de Barq. |
| Alton Coleman                 | Assassí de masses                                                       | Ohio                | 2002 | Injecció letal | Filet mignon ben fet amb bolets, pits de pollastre fregits, una amanida amb guarnició francesa, pastissos de moniato amb crema batuda amb fritures franceses, col de cabdell, anelles de ceba, farinetes de blat de moro, bròquil amb formatge fos, galetes, salsa, i un refresc de cola amb gust de cirera. |
| Andrew Lackey                 | Assassí                                                                 | Alabama             | 2013 | Injecció letal | Embotit de gall d'indi, patates fregides i formatge fos. |
| Ángel Nieves Díaz             | Assassí                                                                 | Florida             | 2006 | Injecció letal | Declinà un àpat especial. Se li va servir el dinar de presó regular aquell dia, però també va rebutjar-lo. |
| Barton Kay Kirkham            | Lladre i assassí                                                        | Utah                | 1958 | Penjat | Pizzes i gelat, "perquè així aconsegueixes formatge i carn tot dins un àpat. No calen tantes molèsties". |
| Billie Wayne Coble            | Assassí                                                                 | Texas               | 2019 | Injecció letal | Ous remenats, patates fregides al forn, galetes, salsa country gravy, fruita mixta, gelea, raïm, pollastre al forn, macarrons amb formatge, pèsols dolços, mongetes pintades i pa ratllat, amb elecció d'aigua, te o ponx per beure. |
| Billy Ray Irick               | Assassí                                                                 | Tennessee           | 2018 | Injecció letal | Irick va consumir un àpat final "deluxe combo" format per una hamburguesa de formatge doble bacon amb maionesa, mostassa, enciam, tomàquet i escabetxs, una gran ració d'anelles de ceba, un gran Coca amb una rodanxa de llimona i un extra-batut gran de plàtan-maduixa. |
| Brian Steckel                 | Assassí                                                                 | Delaware            | 2005 | Injecció letal | Cheesesteak, coleslaw, i un refresc Pepsi. |
| Bobby Wayne Woods             | Assassinat, segrestador i violador                                      | Texas               | 2009 | Injecció letal | Dos bistecs de pollastre fregits, dos pits de pollastre fregits, tres costelles de porc fregides, dues hamburgueses amb enciam, tomàquet, ceba i amanida, quatre llesques de pa, mitja lliura de patates fregides amb ceba, mig quilo d'anelles de ceba amb ketchup, mitja plata de pastís de xocolata amb guarnició i dos càntirs de llet. |
| Bobby Joe Long                | Assassí en sèrie                                                        | Florida             | 2019 | Injecció letal | Va demanar vedella rostida, cansalada, patates fregides i refresc. |
| Brandon Astor Jones           | Assassí                                                                 | Georgia             | 2016 | Injecció letal | Es va negar a l'opció d'escollir el seu últim àpat, per la qual cosa se li va donar el menú normal de ració de pollastre i arròs, rutabaga, greixons assaonats, mongetes blanques seques, farina de blat de moro, pudding de pa i ponx fruita. |
| Bruno Richard Hauptmann       | Segrest de Lindbergh i assassinat                                       | Nova Jersey         | 1936 | Electrocució | Api, olives, pollastre, patates fregides, pèsols mantecats, cireres, i un tall de pastís. |
| Cal Coburn Brown              | Assassí                                                                 | Estat de Washington | 2010 | Injecció letal | Pizza combinada de carn, pastís de poma, cafè i llet. |
| Carey Dean Moore              | Assassí                                                                 | Nebraska            | 2018 | Injecció letal | Pizza amb cansalada, vedella, formatge i bolets, Pepsi, i cheesecake de maduixa. |
| Christopher Brooks            | Assassí, Violador                                                       | Alabama             | 2016 | Injecció letal | Dues tasses de mantega de cacauet i un refresc Dr. Pepper. |
| Christopher Price             | Assassí                                                                 | Alabama             | 2019 | Injecció letal | Quatre pintes de gelat Turtle Pie pel seu àpat final. |
| Clarence Ray Allen            | Homicidi induït                                                         | Califòrnia          | 2006 | Injecció letal | Filet de búfalo, KFC, pastís de pecan sense sucre i gelat de noguera negra sense sucre. |
| Charles Rhines                | Assassí                                                                 | Dakota del Sud      | 2019 | Injecció letal | Pollastre fregit, сantaloupe o meló d'almesc, lefse (un pa de pessic), yogurt (maduixa i cirera), mantega, regalèssia negra, galetes i gelat de crema, cervesa d'arrel, cafè amb crema i sucre. Charles Rhines últim àpat |
| Charles Starkweather          | Assassí                                                                 | Nebraska            | 1959 | Electrocució | Declinà el sopar de bistec habitual, demanant carn freda en canvi. |
| Coy Wayne Wesbrook            | Assassí                                                                 | Texas               | 2016 | Injecció letal | Pollastre al forn, puré de patates, salsa country, mongetes verdes, pa a rodanxes i pastís de taronja i mandarina amb una opció d'aigua, te o ponx per beure. Tot i així, va negar aquell àpat, desitjant que Texas pogués tornar a oferir les darreres peticions d'últim àpat als condemnats a mort, les quals s'havien suprimit l'any 2011 a Texas. |
| Daniel Anthony Lucas          | Assassí                                                                 | Georgia             | 2016 | Injecció letal | Pizza de carn, bistec i formatge calzone, bolet de Portobello farcit, amanida de xef amb ranxos i mostassa de mel, i suc de taronja. |
| Danny Rolling                 | El Destripador de Gainesville, assassí en sèrie                         | Florida             | 2006 | Injecció letal | Cua de llamàntol, gambes papallona, patata al forn, cheesecake de maduixa, i te dolç. |
| David Leon Woods              | Assassí                                                                 | Indiana             | 2007 | Injecció letal | Pastís d'aniversari i pizza. Va compartir l'àpat amb la seva família. |
| David Thomas Dawson           | Assassí                                                                 | Montana             | 2006 | Injecció letal | Dues hamburgueses dobles, dues porcions grans de patates fregides franceses, mig galó de gelat ondulat de vainilla i dos Dr. Peppers. |
| David Alan Gore               | Assassí en sèrie                                                        | Florida             | 2012 | Injecció letal | Pollastre fregit, patates fregides i gelat de mantega de pecan. |
| David Mason                   | Assassí                                                                 | Califòrnia          | 1993 | Cambra de gas | Declinà un àpat especial, però va escollir aigua gelada esperava a la seva cèl·lula. |
| Dennis Wayne Bagwell          | Assassí de masses                                                       | Texas               | 2005 | Injecció letal | Filet rar mitjà amb salsa A1 Steak, pits de pollastre fregits i cuixes, costelles a la barbacoa, patates fregides, anelles de ceba, cansalada, ous remenats amb ceba, patates fregides amb ceba, tomàquets a rodanxes, amanida amb apòsit de ranxo, dues hamburgueses, pastís de préssec, llet, cafè i te gelat amb sucre natural. |
| Dennis McGuire                | Assassí                                                                 | Ohio                | 2014 | Injecció letal | Vedella rostida, pollastre fregit, patates fregides amb cebes, un bagel amb formatge de crema i cebes, amanida de patata, una Coca-Cola i gelat de mantega pecan. |
| Desmond Keith Carter          | Assassí                                                                 | Carolina del Nord   | 2002 | Injecció letal | Declinà un dinar especial, però tenia dos hamburgueses, un filet i dos cocs de la cantina de la presó, pels quals va pagar 4,20 dòlars del seu compte a la presó. |
| Dobie Gillis Williams         | Assassí                                                                 | Luisiana            | 1999 | Injecció letal | Dotze barres de xocolata i una mica de gelat. |
| Donald Edward Beaty           | Assassí                                                                 | Arizona             | 2011 | Injecció letal | Una chimichanga de vedella amb salsa i guacamole, una hamburguesa doble de formatge amb tots els acompanyaments, patates fregides, 14 unces de gelat rocky road i un refresc de Pepsi Light. |
| Donnie Cleveland Lance        | Assassí                                                                 | Georgia             | 2020 | Injecció letal | Dues hamburgueses de bistec, patates fregides, anelles de ceba, mostassa, ketchup i un refresc de soda. |
| Douglas Wright                | Assassí                                                                 | Oregon              | 1996 | Injecció letal | Un brioix de mel. |
| Edmund Zagorski               | Assassí                                                                 | Tennessee           | 2018 | Electrocució | Pickled ham hock i cues de porc |
| Edward Hartman                | Assassí                                                                 | Carolina del Nord   | 2003 | Injecció letal | Una amanida grega, linguini amb salsa de cloïsses blanques, pastís de formatge amb coberta de cireres, pa d'all i un refresc de cola Coke. |
| Earl Forrest                  | Assassí                                                                 | Missouri            | 2016 | Injecció letal | Filet, pasta, plat de fruita, tomàquets a rodanxes i cogombres, pastís de xocolata i llet. |
| Edward Schad                  | Assassí                                                                 | Arizona             | 2013 | Injecció letal | Una mandonguilla de 12 polzades, una gran quantitat de patates fregides amb ketchup, dues espigues de panotxa de blat de moro, dues unces de salsa de nabius, una rodanxa de pastís de poma i un batut de vainilla. |
| Elijah Page                   | Assassí                                                                 | Dakota del Sud      | 2007 | Injecció letal | Filet, pebrots de jalapeño amb salsa de crema, anelles de ceba, una amanida amb tomàquets cherry, trossos de pernil, formatge ratllat, trossets de cansalada i formatge blau i ranxo, cafè, te gelat de llimona i gelat. |
| Eric Scott Branch             | Assassí                                                                 | Florida             | 2018 | Injecció letal | Bistec d'os, picada de porc, patates fregides i dos pessics de gelats de Ben and Jerry. |
| Eric Nance                    | Assassí                                                                 | Arkansas            | 2005 | Injecció letal | Dos hamburgueses de cansalada viada, patates fregides, dues pintures de gelat de pasta de galetes de xocolata i dos frescs de Coca-Cola. |
| Eric Wrinkles                 | Assassí de masses                                                       | Indiana             | 2009 | Injecció letal | Una costella de primera categoria, una patata al forn "farcida", costelles de porc amb patates fregides, panets i dues amanides amb guarnició de ranxo. Se li va servir tres dies abans de l'execució perquè el sistema de la presó d'Estat d'Indiana va trobar que els interns condemnats tendeien a perdre la gana cap els dies finals. |
| Franc Spisak                  | Assassí en sèrie                                                        | Ohio                | 2011 | Injecció letal | Espaguetis amb salsa de tomàquet lleuger però sense carn, amanida ratllada amb apòsit italià, coca de xocolata, cafè amb nata i sucre i una cervesa d'arrel. |
| Francis Crowley               | Assassí                                                                 | Nova York           | 1932 | Electrocució | Filet amb cebes, patates fregides, pastís de poma, gelat i gelat fos. |
| Frederick Treesh              | Assassí                                                                 | Ohio                | 2013 | Injecció letal | Filet amb bolets, ous, brots d'haixuga, formatge cottage, anelles de ceba, bolets fregits, una salsa de fudges calents i greses. |
| Gary Lee Davis                | Assassí                                                                 | Colorado            | 1997 | Injecció letal | Tasses de gelat de xocolata i vainilla, compartides amb el superintendent de la presó i un directiu de la presó. |
| Gary Gilmore                  | Assassí                                                                 | Utah                | 1977 | Afusellament | Una hamburguesa, ous durs, una patata al forn, unes quantes tasses de cafè i tres colpets de whisky Jack Daniel's de contraban. |
| Gary Michael Heidnik          | Assassí                                                                 | Pennsilvània        | 1999 | Injecció letal | Dos talls de pizza amb formatge i dues tasses de cafè negre. |
| Gary Carl Simmons, Jr.        | Assassí                                                                 | Mississipi          | 2012 | Injecció letal | Una pizza Pizza Hut medium Super Supreme Deep Dish amb racions dobles de bolets, cebes, pebrots de jalapeño i pebrot, una segona pizza amb tres formatges, olives, pebre vermell, tomàquet, all i embotit italià, 10 unces de paquets de formatge parmesà, 10 unces de paquets de guarnició de ranxo, 1 bossa de mida familiar de nachos sabor a formatge Dorito Nacho, 8 unces formatge nacho jalapeño, 4 unces de rodanxes de jalapeños, 2 batuts grans de maduixa, dos racions de 20 unces de refresc de cola amb gust de cirera, un ordre de mida magnífica de patates fregides de McDonald's amb ketchup i maionesa addicionals, i dues pintes de gelat de maduixa. Va consumir aproximadament la meitat del menjar.                       |
| Gary Ray Bowles               | Perpetradorde l'aa la Pre                                               | Florida             | 2019 | Injecció letal | Tres hamburgueses amb formatge, patates fregides i cansalada. |
| Gerald Lee Mitchell           | Assassí                                                                 | Texas               | 2001 | Injecció letal | Una bossa d'assortiment de caramels Jolly Rancher. |
| Gerald Stano                  | Serial killer                                                           | Florida             | 1998 | Electrocució | Bistec Delmonico, patata al forn amb crema agra i cansalada, amanida ratllada amb guarnició de formatge blau, faves de llima, mig galó de gelat de xocolata a la menta i 2 litres de Pepsi. |
| Gregory Paul Lawler           | Assassí                                                                 | Georgia             | 2016 | Injecció letal | Filet de Ribeye, una patata al forn amb crema agra, espàrrecs, rotllos de sopa amb mantega, sopa de ceba francesa, maduixes, gelat de pistatxo, llet i suc de poma. |
| Gustavo Julian Garcia         | Assassí                                                                 | Texas               | 2016 | Injecció letal | Pastissets de pollastre, macarrons amb formatge, pèsols dolços, pastanagues, mongetes, pa llescat i una selecció d'aigua, te o ponx per beure. |
| Hastings Arthur Wise          | Assassí de masses                                                       | Carolina del Sud    | 2005 | Injecció letal | Cua de llamàntol, patates fregides, amanida de col "coleslaw", pudding de plàtan i llet. |
| Harold McQueen Jr.            | Assassí                                                                 | Kentucky            | 1997 | Cadira elèctrica | Dos pastissos de formatge, compartits amb el seu advocat. |
| Ignacio Cuevas                | Perpetrador de l'assalt a la Presó de Huntsville el 1974                | Texas               | 1991 | Injecció letal | Sopa "chicken and dumplings", arròs al vapor, pa ratllat, "black-eyed peas" i te gelat. |
| James Otto Earhart            | Assassí                                                                 | Texas               | 1999 | Injecció letal | Bistec, patates fregides, i un batut de vainilla. |
| James Edward Smith            | Assassí                                                                 | Texas               | 1990 | Injecció letal | Una ració d'escombraries, el qual va ser negat. Es va conformar amb una tassa de iogurt. |
| James Hubbard                 | Assassí                                                                 | Alabama             | 2004 | Injecció letal | Dos ous de mitja quantitat, quatre trossos de cansalada, tomàquets a rodanxes, tomàquets verds fregits, rodanxes de pinya amb maionesa, pa blanc, un plàtan i un suc V8 de mida mitjana. |
| Jesse Mott                    | Assassí                                                                 | Texas               | 1934 | Cadira elèctrica | Dos quilos de filet sirlot, dos quilos de pernil curat, 12 ous fregits, 50 galetes, dos quarts de gelats, dos pastissets de xocolata i un galó de llimonada. |
| Joe Arridy                    | Acusat falsament de violació i assassinat. Indultat pòstumament el 2011 | Colorado            | 1939 | Cambra de gas | Gelat. |
| John David Duty               | Assassí                                                                 | Oklahoma            | 2010 | Injecció letal | Una hamburguesa doble de formatge amb maionesa, un entrepà de salsitxa de Frankfurt d'un peu de llargària, mostassa i ceba addicional, una llimonada de cireres i un gran batut de plàtan. |
| John Wayne Gacy               | Assassí en sèrie                                                        | Illinois            | 1994 | Injecció letal | Una dotzena de gambes fregides, una galleda de pollastre amb recepta original de KFC, patates fregides, una lliura de maduixes i una ampolla de Coca-Cola light. |
| John Wayne Conner             | Assassí                                                                 | Georgia             | 2016 | Injecció letal | 10 peces de bagre fregit, 10 hushpuppies, 2 hamburgueses triples de luxe amb cansalada, 2 pinyes de gelat de vainilla i una ceba crua a rodanxes. |
| John Joubert                  | Assassí en sèrie                                                        | Nebraska            | 1996 | Cadira elèctrica | Pizza amb pebre verd i cebes, pastís de formatge de maduixes i Coca-Cola |
| John Allen Muhammad           | Assassí franctirador de Beltway                                         | Virginia            | 2009 | Injecció letal | Pollastre amb salsa vermella i diversos pastissos. |
| John Albert Taylor            | Assassí                                                                 | Utah                | 1996 | Afusellament | Medicació antiàcid, un cigarret, i pizzes "amb tot". |
| Joseph Paul Franklin          | Assassí en sèrie                                                        | Missouri            | 2013 | Injecció letal | Va declinar l'últim àpat tradicional, però va tenir un dinar de vedella rostida i patates. |
| Joseph Mitchell Parsons       | Assassí                                                                 | Utah                | 1999 | Injecció letal | Tres Burger King Whoppers, dues racions grans de patates fregides, un batut de xocolata, gelat de xips de xocolata, i un paquet de xiclet Hubba Bubba sabor raïm, per ser compartit amb el seu germà i un cosí. |
| Joseph Taborsky               | Assassí de masses                                                       | Connecticut         | 1960 | Electrocució | Banana split, refresc de cirera, cafè amb crema i sucre, i un paquet de cigarrets. |
| Juan Garza                    | Assassí i traficant de drogues                                          | EUA Govern Federal  | 2001 | Injecció letal | Bistec, patates fregides, anelles de ceba, tres llesques de pa, i un refresc. |
| Karl Eugene Chamberlain       | Assassí                                                                 | Texas               | 2008 | Injecció letal | Una gran varietat de fruites i verdures fresques, formatge, ració de carn, ous farcits, 6 jalapeños farcits de formatge fregit, una amanida del xef amb guarnició de ranxo, anelles de ceba, patates fregides, una hamburguesa amb formatge, 2 pits de pollastre fregits, rotllets de porc a la barbacoa, una truita, llet i suc de taronja. |
| Keith Zettlemoyer             | Assassí                                                                 | Pennsilvània        | 1995 | Injecció letal | Dos hamburgueses amb formatge, patates fregides, púding de xocolata i llet xocolatada. |
| Lawrence Russell Brewer       | Assassí                                                                 | Texas               | 2011 | Injecció letal | Dos bistecs fregits de pollastre enfarinats amb salsa de ceba tallada a rodanxes; una hamburguesa triple de cansalada de carn amb guarnició al costat; una truita de formatge amb vedella molta, tomàquets, cebes, pebrots i jalapeños; un bol gran d'okra fregit amb ketchup; un quilo de barbacoa amb mitja llesca de pa blanc; tres fajitas amb guarnicions; una pizza de Meat Lovers; tres cerveses d'arrel; una pinta de gelat de vainilla Blue Bell; i una presa de mantega de cacauet amb cacauets triturats. La sol·licitud de Brewer va ser atorgada, però va rebutjar el menjar quan va arribar dient que simplement no tenia gana i va demanar que Texas deixés de concedir les darreres peticions de menjar als interns condemnats. |
| Ledell Lee                    | Assassinat del seu veí                                                  | Arkansas            | 2017 | Injecció letal | Va escollir rebre l'eucaristia com el seu últim àpat. |
| Leon Moser                    | Assassí de masses                                                       | Pennsilvània        | 1995 | Injecció letal | Una pizza gran de formatge, talls de formatge, talls d'embotit, amanida de past, pastissos gelats i una ampolla de 2 litres de Coca-Cola. |
| Lowell Lee Andrews            | Assassí de masses                                                       | Kansas              | 1962 | Penjat | Dos pollastres fregits amb guarnició de puré de patates, mongetes verdes i pastís gelat Pie a la Mode. |
| Marcel Williams               | Assassí                                                                 | Arkansas            | 2017 | Injecció letal | 3 peces de KFC de recepta original pollastre fregit, púding de plàtan, nachos amb chili de formatge i pebres de jalapeño, dos ampolles de 16 unces de refresc Mountain Dew, grills de patata fregits, i salsa ketchup. |
| Marco Allen Chapman           | Assassí i violador                                                      | Kentucky            | 2008 | Injecció letal | Un bistec de llom rar de 32 unces, 20 gambes papallona, arrebossada amb arrebossat i apòsit de ranxo, te gelat i un pastís de crema de plàtan. |
| Marion Albert Pruett          | Assassí de masses                                                       | Arkansas            | 1999 | Injecció letal | Una pizza de crosta farcida de Pizza Hut, quatre Burger King Whoppers, una gran quantitat de patates fregides, tres ampolles de dos litres de Pepsi, una galleda de gel, una ampolla de ketchup, sal, albergínia fregida, carbassa fregida, okra fregida, i un pastís de pecan. En una entrevista anterior a la data d'execució, va dir que anava a compartir el seu darrer àpat amb un altre intern que seria executat el mateix dia. Va dir que originalment volia tenir un ànec rostit per al seu darrer àpat, però ho va rebutjar perquè creia que la presó no el cuinaria. |
| Marion Wilson, Jr.            | Assassí                                                                 | Georgia             | 2019 | Injecció letal | Una pizza mitjana d'escorça fina amb tot, 20 ales de búfal, una pinta de gelat de pecan de mantega, una mica de pastís de poma i suc de raïm. |
| Mark Dean Schwab              | Assassí                                                                 | Florida             | 2008 | Injecció letal | Ous fregits (més fàcil), cansalada, salsitxes, croquetes de patata hash browns, torrades amb mantega i un quart de llet xocolatada. |
| Mark Hopkinson                | Inducció a l'assassinat                                                 | Wyoming             | 1992 | Injecció letal | Pizza, compartida amb la seva mare i altres membres de la família. Més tard va demanar i va rebre un plat de fruita. |
| Martha Beck                   | Assassí en sèrie                                                        | Nova York           | 1951 | Electrocució | Pollastre fregit, amanida i patates fregides. |
| Michael Bruce Ross            | Assassí en sèrie                                                        | Connecticut         | 2005 | Injecció letal | Va rebutjar un àpat especial, però va sopar el dinar de presó del dia: pavo a là king amb arròs, verdures barrejades, pa blanc, fruita i beguda. |
| Miguel Richardson             | Assassí                                                                 | Texas               | 2001 | Injecció letal | Un pastís d'aniversari de xocolata amb "2/23/90" escrit a la part superior i 7 espelmes de color rosa, un coco, suc de fruites de kiwi, un mango, raïm, enciam, formatge cottage, préssecs, un plàtan, una poma, amanida del xef amb salsa Thousand Island Dressing, amanida de fruites, formatge i talls de tomàquet. |
| Oba Chandler                  | Assassí                                                                 | Florida             | 2011 | Injecció letal | Dos entrepans de salami sobre pa blanc amb mostassa, mantega de cacauet i entrepà de gelea de raïm sobre pa blanc, te gelat i cafè. |
| Odell Barnes                  | Assassí                                                                 | Texas               | 2000 | Injecció letal | "Justice, Igualtat, Pau Mundial." |
| Oscar Ray Bolin Jr            | Assassí en sèrie                                                        | Florida             | 2016 | Injecció letal | Bistec rar Rib Eye de mida mitjana, una patata al forn amb mantega i crema agra, una amanida feta amb enciam iceberg, cogombre i tomàquet, pa d'all al forn, pastís de merenga de llimona i una ampolla de Coca-Cola. |
| Pablo Lucio Vasquez           | Assassí                                                                 | Texas               | 2016 | Injecció letal | Filet de Salisbury, arròs al vapor, salsa bruna, barreja vegetal, pèsols dolços, mongetes de ranxo, pa a rodanxes i brownies de botifarra amb elecció d'aigua, te o ponx per beure. |
| Paul Ezra Rhoades             | Assassí en sèrie                                                        | Idaho               | 2011 | Injecció letal | Entrepà de salsitxa de Frankfurt amb xucrut, mostassa, ketchup, cebes, salsa relish, mongetes cuites, palets de vegetals, apòsit de ranxo, gelatina amb fruita i copes de gelat de maduixa. |
| Perry Smith i Richard Hickock | Assassí de masses                                                       | Kansas              | 1965 | Penjant | Gamba, patates fregides, pa d'all, gelat, i maduixes amb crema batuda. |
| Peter J Miniel                | Assassí                                                                 | Texas               | 2004 | Injecció letal | 20 tacs de vedella, 20 enchiladas de vedella, dues hamburgueses doble formatge, una pizza amb jalapeños, pollastre fregit, espaguetis amb sal, la meitat d'un pastís de xocolata, la meitat d'un pastís de vainilla, galetes i gelats, gelat de pecan amb caramel, un petit coca de fruites, dos refrescs de Coca-Cola, dos refrescs Pepsi, dues cerveses d'arrel i dos gots de suc de taronja. |
| Philip Workman                | Assassí                                                                 | Tennessee           | 2007 | Injecció letal | Va declinar un àpat especial per a ell mateix, però va demanar que es donés una pizza vegetariana gran a una persona sense sostre a Nashville, Tennessee. La presó va negar aquesta sol·licitud, però la varen dur a terme altres persones a tot el país. |
| Rainey Bethea                 | Assassinat i estupre                                                    | Kentucky            | 1936 | Penjat, última persona executada per aquest procediment als Estats units                                                                           | Pollastre fregit, pork chops, puré de patates, cogombres confitats, pa de blat de moro, pastís de llimona, i gelat. |
| Ralph Hudson                  | Assassí                                                                 | Nova Jersey         | 1963 | Electrocució | Bistec de costella de primera categoria, gelat i un cigar. |
| Randy Greenawalt              | Assassí en sèrie                                                        | Arizona             | 1997 | Injecció letal | Dues hamburgueses amb formatge, patates fregides amb sal extra, i cafè amb llet. |
| Raymond Fernandez             | Assassí en sèrie                                                        | Nova York           | 1951 | Electrocució | Truita de ceba, patates fregides, caramel de xocolata, i un cigar cubà. |
| Richard Albert Leavitt        | Assassí                                                                 | Idaho               | 2012 | Injecció letal | Pollastre cuit, patates fregides, i llet. |
| Ricky Ray Rector              | Assassí                                                                 | Arkansas            | 1992 | Injecció letal | Bistec, pollastre fregit, una llaminadura Kool-Aid, i un pastís de pecan. Rector, rendit i incapacitat mental pel seu intent de suïcidi després d'assassinar un agent de policia, va dir que no es va menjar el pastís perquè el va “guardar per més endavant”. |
| Richard Cooey                 | Assassinat i estupre                                                    | Ohio                | 2008 | Injecció letal. El recurs de clemència es basà en la seva massa pesada del seu cos perquè els fàrmacs per injecció letal funcionessin correctament | T-bone steak amb salsa A-1, anelles de ceba, patates fregides, quatre ous fregits, torrades amb mantega, hash browns, una pinta de gelat amb cruixent, una beguda refrescant Mountain Dew i autèntics pastissets bear claw. |
| Robert Alton Harris           | Assassí                                                                 | Califòrnia          | 1992 | Cambra de gas | Una galleda de 21 peces de KFC, dos grans pizzes de Domino (sense anxova), gelat, una bossa de mongetes de gelea, un paquet de sis refrescs de Pepsi, i un paquet de cigarrets Camel. La pizza era de fet Tombstone Pizza, per ordres de Vernell Crittendon. Crittendon treballava a la presó i es va encarregar de tractar amb el condemnat abans de la seva execució. |
| Robert Anthony Buell          | Assassí                                                                 | Ohio                | 2002 | Injecció letal | Una sola oliva negra sense pinyol. |
| Robert Dale Conklin           | Assassí                                                                 | Georgia             | 2005 | Injecció letal | Un filet mignon embolicat en cansalada, gambes desfetades amb salsa d'all amb llimona, una patata al forn amb mantega, crema agra, cibulet i trossets de cansalada real, blat de moro a l'espàrrec, espàrrecs amb salsa hollandaise, pa francès amb mantega, formatge de cabra, cantaloupe, pastís de poma, gelat de mongetes de vainilla i te gelat. |
| Robert Glen Coe               | Assassí                                                                 | Tennessee           | 2000 | Injecció letal | Bacallà fregit, mongetes blanques, cadells de pessic, coleslaw, patates fregides, pastanaga i te dolç. |
| Robert Moorman                | Assassí                                                                 | Arizona             | 2012 | Injecció letal | Una hamburguesa doble (dues pastes de quart de lliura preparades “mitjanes”) amb dues llesques de ceba, tres fulles d'enciam, tres llesques de tomàquet i un pa; més les patates fregides (amb quatre unces de ketchup), dos burritos de vedella de tres unces, tres refresc de cola Royal Crown i dos envasos de 14 unces de gelat Rocky Road. |
| Ronald Clark O'Bryan          | Assassí                                                                 | Texas               | 1984 | Injecció letal | T-bone steak (de mitjana ben feta), patates fregides amb ketchup, blat de moro integral, pèsols dolços, una amanida d'enciam i tomàquet amb ou i apòsit francès, te gelat, edulcorant, galetes salades, pastís de gelat de Boston i rotllets. |
| Ronnie Lee Gardner            | Assassí                                                                 | Utah                | 2010 | Afusellament | Cua de llamàntol, bistec, pastís de poma amb gelat de vainilla i 7 UP. També va demanar veure la trilogia cinematogràfica d'El Senyor dels Anells mentre menjava el seu àpat. |
| Ronnie Threadgill             | Assassí                                                                 | Texas               | 2013 | Injecció letal | Pollastre al forn, puré de patates amb salsa country, verdures, pèsols dolços, pa, te, aigua i ponx. |
| Russell Bucklew               | Assassí                                                                 | Missouri            | 2019 | Injecció letal | Per al seu últim àpat, Bucklew va ordenar un entrepà de gyro, un sandvitx de brisket fumat, dues comandes de patates fregides, un refresc de cola i una ració de plàtan. Bucklew tingué T-bone steak, amanida cèsar, pastís de poma, i una patata al forn abans de la seva execució. |
| Ruth Snyder                   | Assassí                                                                 | Nova York           | 1928 | Electrocució, fotografiada a la cadira elèctrica                                                                                                   | Pollastre al parmesà amb Parmesan amb pasta alfredo, gelat, dos batuts i 12 refrescs de soda de raïm. |
| Sacco i Vanzetti              | Assassí (cas encara obert)                                              | Massachusetts       | 1927 | Cadira elèctrica | Sopa, carn, torrada i te. |
| Sammy Crystal Perkins         | Assassí                                                                 | Carolina del Nord   | 2004 | Injecció letal | Dos pits de pollastre fregits, dues ales de pollastre fregit, pastís de moniato amb crema cool whip, una gran quantitat de patates fregides franceses de McDonald's, un refresc de Coca-Cola 20 unces i una tassa de gelat. |
| Scotty Garnell Morrow         | Assassí                                                                 | Georgia             | 2019 | Injecció letal | Morrow va sol·licitar pel darrer àpat una hamburguesa amb maionesa, dos racions de pollastre i gofre, una pinta de gelat amb mantega de pecan, una bossa de crispetes de blat de moro amb mantega, dos salsitxes de frankfurt de vedella i una llimonada gran. Home de Geòrgia demana gran últim àpat abans que execució planificada avui] |
| Sean Richard Sellers          | Assassí en sèrie                                                        | Oklahoma            | 1999 | Injecció letal | Rotlle d'ou, gambes dolces i amargades i gambes fregides. |
| Stanley Allison Baker Jr      | Assassinat i robatori                                                   | Texas               | 2002 | Injecció letal | Dos bistecs rib eye de 16 unces, una lliura de pit de gall d'indi tallat prim, 12 tires de cansalada, 2 grans hamburgueses amb mayo, ceba i enciam, 2 grans patates al forn amb mantega, crema agra, formatge i cibulet, 4 llesques de formatge o mig quilo de formatge cheddar ratllat, amanida del xef amb guarnició de formatge blau, 2 espigues de blat de moro panotxa, una pinta de gelat de xocolata a la menta i 4 llaunes de refresc de cola amb gust de vainilla o Mr. Pibb. |
| Stephen Wayne Anderson        | Assassinat                                                              | Califòrnia          | 2002 | Injecció letal | Dos entrepans de formatge a la brasa, una pinta de formatge cottage, una barreja hominy-corn, una peça de préssec, una pinta de gelat de xocolata i raves. |
| Steven Frederick Spears       | Assassinat de la seva exxicota                                          | Georgia             | 2016 | Injecció letal | Una pizza gran de carn. |
| Stephen Michael West          | Assassí                                                                 | Tennessee           | 2019 | Electrocució | Philly cheesesteak i patates fregides. |
| Steven Michael Woods, Jr.     | Assassí                                                                 | Texas               | 2011 | Injecció letal | 2 quilos de cansalada, una gran pizza de 4 carns, 4 pits de pollastre fregits, 2 refrescs de Mountain Dew, Pepsi, cervesa d'arrel i te dolç, 2 pinyes de gelat, 5 bistecs fregits de pollastre, 2 hamburgueses amb cansalada, patates fregides, i una dotzena de pans d'all amb salsa marinara d'acompanyament. |
| Ted Bundy                     | Assassí en sèrie                                                        | Florida             | 1989 | Electrocució | Declinà un àpat especial, per la qual cosa se li va donar (però no es va menjar) el tradicional bistec (mitjà-rar), ous (més fàcil), hash marrons, torrades, llet, cafè, suc, mantega i gelea. |
| Teresa Lewis                  | Inducció a l'homicidi                                                   | Virginia            | 2010 | Injecció letal | Dos pits de pollastre fregits, pèsols dolços amb mantega, un refresc Pepper i pastís de poma per postres. |
| Terry Douglas Clark           | Assassí                                                                 | Nou Mèxic           | 2001 | Injecció letal | Diverses gambetes, patates fregides, okra fregida, peach cobbler, gelats i una Coca-Cola. |
| Terry Jess Dennis             | Assassí                                                                 | Nevada              | 2004 | Injecció letal | Dos hamburgueses amb formarge i una Coca-Cola amb gel. |
| Thomas J. Grasso              | Assassí                                                                 | Oklahoma            | 1995 | Injecció letal | Dues dotzenes de musclos al vapor, dues dotzenes de cloïsses al vapor, una doble hamburguesa de formatge Burger King, mitja dotzena de costelles de recanada a la barbacoa, dos batuts de maduixa, mig pastís de carbassa amb crema batuda i maduixes tallades a daus. També tenia una llauna d'espaguetis de 16 unces amb mandonguilles, servida a temperatura ambient. Tanmateix, va publicar una declaració queixant-se que havia sol·licitat SpaghettiOs, no espaguetis regulars en conserva. |
| Timothy McVeigh               | Assassí de masses / Terrorista domèstic                                 | EUA Govern Federal  | 2001 | Injecció letal | Dues pintes de gelat de xocolata a la menta. |
| Velma Barfield                | Assassí                                                                 | Carolina del Nord   | 1984 | Injecció letal | Va rebutjar un àpat especial, i se li concedí una bossa de Cheez Doodles i una llauna de 12 unces de Coca-Cola. |
| Victor Feguer                 | Assassí                                                                 | EUA Govern Federal  | 1963 | Penjat | Demanà una oliva amb el pinyol encara dins. |
| Wesley Baker                  | Assassí                                                                 | Maryland            | 2005 | Injecció letal | Peix empanat, marinara de pasta, mongetes verdes, ponx de fruita taronja, pa i llet (això va ser el que es trobava al menú de la presó aquell dia). |
| Westley Allan Dodd            | L'assassí de nens de Vancouver, assassí en sèrie i assetjador de nens   | Estat de Washington | 1993 | Penjant | Salmó i patates. |
| William Bonin                 | Assassí en sèrie i violador                                             | Califòrnia          | 1996 | Injecció letal | Dos pizzes de pepperoni i salsitxa, tres racions de gelat de xocolata, i tres paquets de sis refrescs de Coca-Cola i Pepsi. |
| William G. Zuern, Jr.         | Assassí                                                                 | Ohio                | 2004 | Injecció letal | Puré de patates i salsa, lasanya, macarrons i formatge, blat de moro, pa d'all, llet xocolatada i pastís de formatge amb cirera. |